# Impulsmoment
I fysik er impulsmoment, eller vinkelmoment, et mål for, hvor meget bevægelsesmængde der er om et valgt punkt. Det er den rotationsmekaniske analog til lineær impuls.

## Impulsmoment i klassisk mekanik

### Definition for en punktpartikel
En partikels impulsmoment omkring et veldefineret punkt er defineret som:
{\displaystyle {\vec {L}}={\vec {r}}\times {\vec {p}}}
hvor {\displaystyle {\vec {L}}} er partiklens impulsmoment, {\displaystyle {\vec {r}}} er stedvektoren for partiklens position regnet fra det valgte punkt, {\displaystyle {\vec {p}}} er partiklens bevægelsesmængde (impulsvektor), og produktet på højre side er et krydsprodukt af vektorer.
Bemærk at impulsmomentet står vinkelret på planet dannet af {\displaystyle {\vec {r}}} og {\displaystyle {\vec {p}}}.

### Vinkelfrekvens
Impulsmomentet kan også opskrives med vinkelfrekvensen {\displaystyle \omega }. Impulsen kan generelt skrives som en komponent parallel med positionsvektoren plus en vinkelret komponent.
{\displaystyle {\vec {p}}=m{\dot {r}}{\hat {e_{\parallel }}}+mr\omega {\hat {e_{\perp }}}}
Hvor den vinkelrette fart er givet ved:
{\displaystyle v_{\perp }=r\omega }
Når positionsvektoren krydses med impulsen, bliver den første komponent nul:
{\displaystyle {\begin{aligned}{\vec {L}}&=m{\dot {r}}({\vec {r}}\times {\hat {e_{\parallel }}})+mr\omega ({\vec {r}}\times {\hat {e_{\perp }}})\\{\vec {L}}&=mr^{2}{\vec {\omega }}\end{aligned}}}
hvor {\displaystyle {\vec {\omega }}} står vinkelret på {\displaystyle {\vec {r}}} og {\displaystyle {\vec {p}}}.
Det ses, at formlen for impulsmoment nu minder om formlen for lineær impuls {\displaystyle p}:
{\displaystyle {\vec {p}}=m{\vec {v}}}
hvor hastighed er erstattet af vinkelhastighed. Faktoren foran erstatter inertialmassen og kaldes derfor for inertimomentet {\displaystyle I}.
{\displaystyle I=mr^{2}}
Dermed kan impulsmomentet skrives som
{\displaystyle {\vec {L}}=I{\vec {\omega }}}

### Kraftmoment
Analogt til Newtons anden lov for lineær bevægelse kan et kraftmoment {\displaystyle {\vec {\tau }}} defineres som den tidsafledte af impulsmomentet:
{\displaystyle {\vec {\tau }}={\frac {d{\vec {L}}}{dt}}}
hvor {\displaystyle t} er tid.
Dette svarer til
{\displaystyle {\vec {\tau }}={\vec {r}}\times {\vec {F}}}
hvor {\displaystyle {\vec {F}}} er en kraft. Tilsvarende gælder:
{\displaystyle {\vec {\tau }}=I{\vec {\alpha }}}
hvor {\displaystyle {\vec {\alpha }}} er vinkelaccelerationen.
Impulsmomentet vil altså ændres, når det påvirkes af et kraftmoment. Hvis kraftmomentet er parallelt med impulsmomentet, vil kun rotationshastigheden ({\displaystyle \omega }) ændres. Er kraftmomentet derimod ikke parallelt med impulsmomentet vil også retningen af impulsmomentet ændres. Dette er forklaring på, hvorfor eksempelvis et snurrende cykelhjul ophængt i en snor i akslen vil rotere omkring snoren - en såkaldt præcessionsbevægelse.
Omvendt er der altså bevarelse af impulsmomentet, når der ikke er et kraftmoment. Denne effekt kan blandt andet ses ved en pirouette, hvor en ændring af arme og bens position vil give en ændring af inertimomentet, hvilket vil medføre en modsvarende ændring i rotationshastigheden, således at impulsmomentet forbliver konstant.